# Anastasio Mártir Aquino San Carlos
Anastasio Mártir Aquino San Carlos (* 15. April 1792 in Santiago Nonualco; † 24. Juli 1833 in Ciudad San Vicente) war ein Tayte (indigener Fürst) der Nonualcogeschwister in El Salvador.
Seine Eltern waren María de San Carlos und Tomás de Aquino.
Das Departamento La Paz (El Salvador) war das Land der Nonualcogeschwister. Aquino arbeitete auf einer Indigoplantage. Ein Haziendaeigentümer ließ einen seiner Brüder ins Gefängnis stecken.

## Hintergrund
Das koloniale System der Cabildos de indios war eine koloniale Zentralökonomie mit selbstbestimmter Verwaltung der Indigenas.
Mit der Unabhängigkeit 1821 verschwand der häufig nur zynisch zu verstehende ständische Schutz der spanischen Krone für die tributpflichtigen Indigenas.
In den Jahren nach der Unabhängigkeit wurde in den Gemeinden der Indigenas, die Armeen Truppen für zahlreiche Aufstände der Oligarchie aus der Fiebres und Serviles gewaltsam rekrutiert.
Dies führte auch in El Salvador zu Protesten, der heftigste fand in San Miguel statt.
Auch in Chalatenango, Izalco und Sonsonate wurden Proteste niedergeschlagen.
Am 27. Januar 1825 erließ die Regierung der zentralamerikanischen Republik ein Dekret, mit welchem die tierras baldías o realengos, wozu auch die Ejidos gehörten, privatisiert wurden.
Als Rechtsnachfolger der spanischen Krone verkaufte die Regierung Ejido-Land an Investoren.
Der Grunderwerb wurde bei Notaren in Ciudad San Vicente beurkundet.
1832 verfügte die Regierung der zentralamerikanischen Republik eine Grund- und Erwerbssteuer.
Die Investoren, welche ab 1825 teilweise auf höhere Preise spekulierend Ejido-Land erworben hatten, versuchten nun von den Indigenengemeinden eine Pacht für das Ejido-Land einzutreiben, was von den Nonualcogeschwistern als Angriff auf ihre Gemeinde wahrgenommen wurde.

## Der Aufstand
Anfang 1833 fanden in Santiago Nonualco Proteste der Indigenas statt.
Ende Januar 1833 hatte sich etwa 3.000 Nonualcos versammelt.
Dem Befehlshaber des Cabildo de Españoles von San Vicente Juan José Guzmán wurde befohlen den Protest zu ersticken, wobei er in einen Hinterhalt geriet. Ein Angriff am 5. Februar 1833 der Regierungstruppen scheiterte ebenfalls und als Juan José Guzmán von der Niederlage erfuhr flüchtete er.
Am 14. Februar 1833 wurde die Nachbarstadt von Zacatecoluca, San Vicente von Indigenas besetzt. Die Nonualcogeschwister versuchten die Eigentumstitel und/oder ihrer Inhaber habhaft zu werden. Die Bewohner von San Vicente verstecken alle Wertsachen. Einige Bürger von San Vicente flüchteten. Aquino wurde zum Alcalde von San Vicente bestimmt.

## Los decretos de Tepetitán
In Tepetitán dekretierte er:
- Decreto A

Anastasio Aquino, Generalbefehlshaber der befreienden Waffen von Santiago Nonualco, an diesem Tag habe ich vereinbart,
Strafen für Verbrechen, welche begangen werden aufzuerlegen und es sind die Folgenden:
1. Jener, welcher tötet, wird ein Leben mit einem anderen bezahlen.
2. Jenem, welcher verletzt, wird die Hand abgeschnitten.
3. Jener, welcher die zivilen Behörden und die militärischen Chefs angreift, wird mit zehn Jahren öffentlicher Arbeiten bestraft.
4. Jene, welche verheiratete oder in eheähnlichen Verhältnissen lebende Frauen angreifen, werden entsprechend den Gesetzen bestraft.
5. Jener, welcher raubt, wird die Strafe des Handabschneidens beim ersten Mal erhalten.
6. Jene, welche nach 21:00h oder später wandeln, setzen sich der Todesgefahr aus; und falls sie überleben der Gefahr, ihre Übertretung mit einem Jahr öffentlicher Arbeiten zu bezahlen.
7. Jene, welche Liköre herstellen, erleiden eine Strafe von fünf Pesos beim ersten Mal und beim zweiten Mal von zehn.

Gegeben in Tepetitan, am 16. Februar 1833.
- Decreto B

Ich, Anastasio Aquino, Generalbefehlshaber der befreienden Waffen von Santiago Nonualco, habe an diesem Tag vereinbart,
Es bleiben frei von der Verpflichtung zu zahlen alle Schuldner, welche sich im Gebiet befinden, in welchem meine Regierungsgewalt wirksam ist.
Jener, welcher versuchen wird Schulden einzutreiben, bevor dieses vereinbart ist, wird zehn Jahre Gefängnis erleiden, welche er in öffentlichen
Arbeiten bezahlen wird.
Gegeben in Tepetitan, in der Nacht des 16. Februar 1833.”

## Indio Aquino
Die Propaganda der Spekulanten verbreitete, dass Aquino einer Figur des heiligen Josef aus der Kirche Nuestra Señora del Pilar eine Krone vom Kopf genommen hätte und sich zum König der Nonualcos gekrönt hätte. Matilde Marín, die Schwester von José Escolastico Marín, soll barfuß dazu gezwungen worden sein, zur Hacienda Cerro Sihuatepeque (N 13° 37' 0, W 88° 36' 0), zu laufen, wo Eigentumstitel vermutet wurden. Sie beschimpfte Aquino als zügellos, was Aquino in Bezug auf ihren Mut imponiert haben soll, er katholisch seine Ehefrau ermordete und Matilde Marín heiratete.

## Machtfrage
Die Unsichtbare Hand der Partido Liberal hatte die Staatskasse geleert. Ausstehender Sold der Regierungstruppen sowie die Besetzung des Wohnortes von Mariano Prado Baca, San Vicente führte dazu, dass am 9. Januar 1833 Mariano Prado Baca aus der Provinz El Salvador floh und sein Amt als Supremo Director von seinem Stellvertreter Joaquín de San Martín y Ulloa übernommen wurde.
Joaquín de San Martín beauftragte Ramón Belloso mit der Niederschlagung des Protestes.
Die Regierung der Partido Conservador sandte zwei Priester aus um Verhandlungen zu führen.
Der Priester Juan Bautista Navarro hatte Kontakt zu den Nonualco und sollte sie zur Aufgabe überreden.
Der Regierung gelang es eine Miliz auszuheben, um die Nonualco anzugreifen.
Diese Miliz wurde von Bürgern angeführt, welche bei der Suche nach den Landtiteln geschädigt wurden.
Mayor C. Cuellar ließ unkoordiniert die Nonualco angreifen und wurde geschlagen.
In Santiago Nonualco grassierte die Cholera.
Am Morgen des 28. Februar 1833 ließ Oberst Juan José López, Santiago Nonualco angreifen, worauf die Bewohner aus dem Ort flohen.
Aquino konnte zunächst nicht gefangen genommen werden.
Um ihn gefangen zu nehmen, wurde Jenen, welche seinen Aufenthalt offenbaren und ihn ausliefern würden Amnestie versprochen.

## Signalment
Von hoher Statur; stark und mit entwickelten Muskeln; hervortretende Wangenknochen, flache Nase, die Haare glatt,
kann gut schwarz sein, Hautfarbe braun oder kupferfarben.
Am 23. April 1833 wurde er gefangen genommen. Er wurde nach Zacatecoluca gebracht, wo er zum Tod verurteilt wurde. In San Vicente wurde er füsiliert.
Seiner Leiche wurde der Kopf abgeschlagen und in einen Käfig gesteckt mit einem Schild mit der Aufschrift "ejemplo de revoltosos" (Exempel für Aufständische).